# Anayatherium
Anayatherium — вимерлий рід нотоунгулятів, що належить до родини Leontiniidae. Він жив під час пізнього олігоцену, і його скам'янілі останки були виявлені в Південній Америці.

## Опис
Це була велика і важка за формою тварина, яка досягала розмірів корови. Він міг досягати довжини 2.5 метрів; його череп мав довжину 45 сантиметрів, а його вага могла перевищувати 350 кілограмів.
Anayatherium характеризувався дуже короткою мордою, порівняно з іншими леонтінідами. Вкорочення морди відбилося на зубному ряду втратою одного з верхніх зубів, ймовірно, ікла. Перший верхній різець був більшим за другий, як у Scarrittia, тоді як третій і четвертий премоляри мали вертикальні язикові борозенки, як у Leontinia. Другий верхній різець мав типову форму, на відміну від Леонтинії, у якої він мав форму ікла; у Anayatherium перший різець зайняв місце ікла. На відміну від Scarrittia, премоляри мали рифлені протоконуси. Моляри мали низьку коронку (брахідонт), і лише злегка високу коронку (гіпсодонт) з язикового боку.

## Палеоекологія
Як і всі леонтиніїди, анаятерій був важким чотириногим листоїдом. Скам'янілості Anayatherium надзвичайно рідкісні для леонтиніїд; леонтиніїди зазвичай були звичайними тваринами в місцях їх проживання. Цілком можливо, що формація Салла не була особливо придатним середовищем для леонтиніїд протягом пізнього олігоцену.

## Класифікація
Рід Anayatherium вперше був описаний у 2015 році Шоккі на основі скам’янілостей, знайдених у формації Салла в Болівії, на місцевостях, датованих пізнім олігоценом. Два види були віднесені до роду, A. ekecoa, типовий вид, і A. fortis, в основному відрізняючись відповідними розмірами.
Anayatherium був леонтиніїдом — родина Notoungulates типова для олігоцену та міоцену, з важкими та великими тілами. Схоже, Anayatherium належав до клади, включаючи Colpodon, Ancylocoelus та два похідних роду Leontinia та Scarrittia.